# Bloodlines (ролева игра)
Bloodlines (от англ., чете се Блъдлайнс, в превод – Кръвна линия) e онлайн, мултиплейърна, ролева игра, базирана в Second Life. Играта Bloodlines е създадена през май 2008 от компанията „Liquid Designs“.
Всички играчи в Second Life поначало започват като аватар-човек. Ако те са нападнати от върколак или вампир играещ Bloodlines, те губят част от кръвта си и попадат под проклятието Bloodlines. В този етап, те не са хора, но не са и вампири. След като кръвта им е напълно източена от вампири, играчът приема статут на „revenant“, т.е. немъртъв. След приемането на 5 л. кръв, те се превръщат във вампири. Оттогава те са длъжни да пият определено количество кръв на ден, за да не бъде разрушен статуса им на вампир в клана. Те могат да бъдат и кръстоска между две раси – вампири и върколаци, или само едно от двете. Играта се играе с помощта на специално приложение – HUD, закупувано във виртуалната земя на Liquid Designs.
Характерно за играчите е, че те се разделят на кланове. Между повечето кланове съществува конкуренция. Те са управлявани от крале, кралици, които често са собственици на земя в Second Life, на която се разполагат техните замъци. Конкуренцията между тях е относно броят на членовете, които те завербуват и влиянието което имат върху играчите. В най-големите кланове броят на играчите достига над 10 хил. Завербуваните играчи се наричат „души“ (souls) а техният притежател – Soulkeeper.
Кралят (кралицата) стои на върха на тази йерархия, като общия брой на събраните от членовете на клана души, повишава и неговия личен брой.
За „лов на души“ се изискват известни комуникативни умения и време, и играчите които не разполагат с тях препочитат да си купуват души наготово. Цената на една от тези души варира от 500L$ do 1500L$ (L$ – Линден долара, вж. Second Life), освен това от един аватар превърнат във вампир, се отделят 5 л. виртуална кръв, която също се цени от играчите. Това кара много от напредналите играчи да играят само заради печалбите от продажбите. Такива играчи се наричат дилъри или търговци. Много от тях имат специални виртуални магазини в които предлагат всякакви стоки свързани с играта.